# Festuca burmanica
Festuca burmanica är en gräsart som beskrevs av Evgenii Borisovich Alexeev. Festuca burmanica ingår i släktet svinglar, och familjen gräs.
Artens utbredningsområde är Burma. Inga underarter finns listade i Catalogue of Life.